# لوسي مور
لوسي مور (بالإنجليزية: Lucy Moore)‏ هي مؤرخة بريطانية، ولدت في 1970 في الولايات المتحدة.